# Apseudes digitalis
Apseudes digitalis är en kräftdjursart som beskrevs av Brown 1956. Apseudes digitalis ingår i släktet Apseudes och familjen Apseudidae. Inga underarter finns listade i Catalogue of Life.